# Estación Laja
Laja es una estación ubicada en la comuna chilena de Laja. Construida junto con el Ferrocarril Santiago-Curicó y luego Talcahuano-Chillán y Angol, e inaugurada con el nombre de Bío-Bío, la línea fue entregada al estado el 25 de agosto de 1877 y entró oficialmente a operaciones el 1 de enero de 1878. Luego pasó a formar parte de la Red Sur de la Empresa de los Ferrocarriles del Estado.
Actualmente la estación presta servicios de pasajeros, como cabecera del Tren Talcahuano-Laja.

## Historia

### SigloXIX
Luego de la construcción del ferrocarril entre Chillán, San Rosendo y Talcahuano en 1872, y con las intenciones por parte del gobierno de seguir extendiendo su cobertura hacia el sur del país, el 30 de septiembre de 1871 se dio la autorización para los estudios de estas obras, y en diciembre de 1872 se contrata al contratista Juan Slater para comenzar con los trabajos, y el 25 de mayo de 1873 se inauguran los trabajos de construcción del ferrocarril desde San Rosendo hasta Angol, incluyendo el ramal que conectase con la ciudad de Los Ángeles.
El primer ferrocarril que llegó a Angol fue en 1876. Sin embargo, aunque para 1876 solo el 87% de la obra estaba concluida, casi todas las obras en esta estación y el ramal hacia Los Ángeles estaban terminadas. Debido a la falta de cierre de obras y la construcción de infraestructura deficiente, se produjo una disputa legal entre el Estado de Chile y Slater durante 1877, ya que por contrato la construcción tuvo que finalizar el 5 de mayo de 1876. El problema fue resuelto durante ese año.
La red completa del ferrocarril entre Talca y Angol, incluyendo esta estación inaugurada como el paradero Bio-Bio, fueron inauguradas el 1 de enero de 1878.
Para 1884, el paradero aún requería ser mejorado para obtener la categoría de estación; sus terraplenes estaban construidos, y con los cimientos ya construidos, solo faltaban los materiales para edificar los edificios. Ya para 1899 la estación se llamaba Laja.

### SigloXX
Desde la década de 1990 comenzó a operar un servicio de pasajeros entre estación Concepción y Laja, que posteriormente evoluciona al «corto Laja» que transita de estación Talcahuano hasta esta estación. 

### SigloXXI
La estación presta desde el 1 de mayo de 2008 el servicio de detención al tren Talcahuano-Laja.

## Infraestructura

### Recinto
El patio de la estación es largo y tiene desvíos hacia la Planta de Celulosa. Por el norte se encuentra el Puente Ferroviario La Laja. En el sector oriente del patio estación se encuentra la S/E Laja, y al norte de este, los Talleres de Transap, al lado del patio de carga. En el sector poniente del patio se encuentra la casa estación y el sector de pasajeros. Hacia el sur colinda la Planta de Celulosa y la Planta de ESSBIO.

### Infraestructura
En mayo de 2017 la estación inaugura una serie de murales en cinco estaciones del servicio, los cuales están dentro de la serie «Geografía en Movimiento». Para la estación Laja, la obra refleja las «especies típicas de la zona centro-sur».

## Servicios

### Anteriores
Para 1899 la estación recibía detenciones de los servicios N°12, N°48, N°50 y N°68. Es en 2005 que inician sus operaciones el servicio Hualqui-Laja y el servicio Talcahuano - Renaico, los cuales dejan de operar en 2008. Esporádicamente, desde 2003 han existido detenciones del servicio Tren Alameda-Temuco en la estación.

### Actuales
Desde la década de 1990 la estación presta servicios entre Talcahuano, Concepción y Laja. Es para el 1 de mayo de 2008 que inician los servicios del actual tren Talcahuano-Laja. El servicio presta ocho servicios diarios.